# Vinko Megla
Vinko Megla, slovenski komunist in narodni heroj, * 13. januar 1922, Sveti Tomaž, Kraljevina SHS, † 27. januar 1942, Mala vas.

## Življenje
Vinko Megla je bil rojen v vasi Sveti Tomaž pri Ljutomeru v družini revnih kmetov. Po končani osnovni šoli njegova družina ni imela sredstev za  njegovo nadaljnje izobraževanje, zato je moral Vinko pasti živino. Med služenjem vojaškega roka je v Vršacu obiskoval vojaško glasbeno šolo.  Nato je našel delo v Zagrebu pri tapetarju Vovku. Čez nekaj časa je pustil delo pri Vovku  in se šel učit za krojača. V Zagrebu je kmalu prišel v stik z delavskim gibanjem in leta 1938 postal član SKOJ-a. Kot vajenec je Vinko bil vodja  uspešne stavke v poklicni šoli, ko je na delo vrnil profesorja, ki je bil odpuščen, ker je bil komunist. Bil je aktiven v odboru, ki nadziral sindikalne pogoje za delo vajencev. Kmalu je postal član Mestnega odbora komunistične mladinske lige. Član Komunistične partije Jugoslavije je postal leta 1940. Kmalu zatem je bil aretiran, vendar je bil izbruhu aprilske vojne izpuščen.
Konec aprila 1941 je Vinko v Zagrebu srečal znanca, ki je postal ustaš. Poskušal ga je prepričati, da se pridruži ustašem, saj lahko obogati z ropanjem srbskih vasi. Ob naslednjem srečanju je Megla prišel do znanca z železno palico pod plaščem, ter ga z njo ubil. To je bil prvi ustaš ubit na Hrvaškem. V juliju 1941 je Megla sodeloval v pripravah na beg zapornikov iz taborišča Kerestinec. V času pobega so ujeli skoraj vse zapornike in kmalu je bil aretiran tudi Megla. Med potjo v zapor Lepoglava mu je uspelo pobegniti in se vrniti v Zagreb.
Avgusta 1941 je dobil dovoljenje pristojnih organov stranke, da preko Ljubljane odide na Štajersko. V Pokrajinskem odboru Komunistične partije Slovenije je bil odgovoren za delo z mladimi. Avgusta 1941 je bil med prvimi borci proti okupatorju v Prekmurju in Slovenskih goricah. Bil je prisoten na sestanku, ki je potekal 18. oktobra 1941 in na katerem je bil ubit Štefan Kovač, sekretar okrožnega odbora za Prekmurje. Megla je bil ranjen, vendar mu je uspelo pobegniti. Pozimi 1941 in 1942 so nemške okupacijske sile okrepile teror na Štajerskem in Megla je večkrat prišel v nevarnost, da ga bodo ujeli. Kmalu so na njegovo glavo razpisali nagrado 10 tisoč nemških mark. Januarja 1942 so Nemci ujeli kurirko in jo zaprli v Celju. Megla je organiziral ljudi, z namero, da jo osvobodijo, vendar je bil pri tem izdan. Tako so Nemci 27. januarja obkolili in napadli hišo v Mali vasi, kjer se je trenutno nahajal. Megla je bil v medsebojnem streljanju ubit.
Vinko Megla je bil 22. julija 1953 imenovan za nosilca reda Narodnega heroja Jugoslavije.